# Albion (Idaho)
Albion – miasto w Stanach Zjednoczonych, w stanie Idaho, w hrabstwie Cassia.